# Argizala
Argizala is een geslacht van rechtvleugeligen uit de familie krekels (Gryllidae). De wetenschappelijke naam van dit geslacht is voor het eerst geldig gepubliceerd in 1869 door Francis Walker.

## Soorten
Het geslacht Argizala omvat de volgende soorten:
- Argizala brasilensis Walker, 1869
- Argizala hebardi Rehn, 1915